# Макконвиль, Джеймс Чарльз
Джеймс Чарльз Макконвиль (англ. James Charles McConville; род. 16 марта 1959) — генерал Армии США в отставке, с 9 августа 2019 года по 4 августа 2023 года был 40-м главой штаба армии США. С 16 июня 2017 по 26 июля 2019 года был 36-м вице-главой штаба армии. До этого служил заместителем главы штаба армии по кадрам.

## Карьера

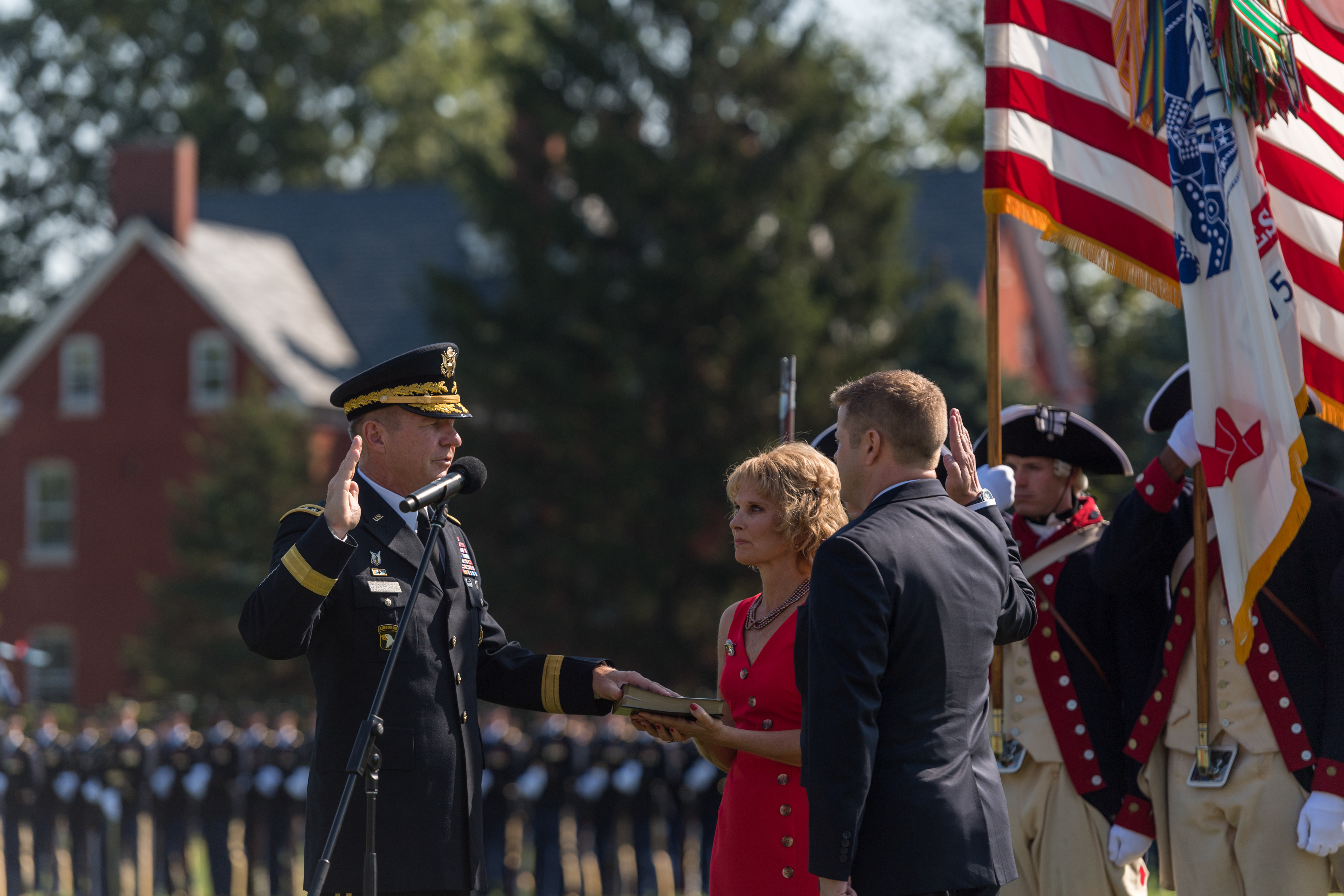
Генерал Макконвиль приносит присягу при вступлении на пост начальника штаба армии США в присутствии министра по делам армии Райана Маккарти, 9 августа 2019 года.

Макконвиль родился и вырос в районе Мерримаунт. (Куинси, близ Бостона, штат Массачусетс). Окончил хай-сул архиепископа Уильямса в г. Брэнтри а затем военную академию США. При выпуске академии в 1981 году в звании пехотного офицера был зачислен в армию США. Получил степень бакалавра искусств в военной академии США, степень магистра по аэрокосмической технике в Технологическом институте Джорджии а в 2002 году получил звание National Security Fellow в Гарвардском университете
Макконвиль командовал 101-й воздушно-десантной дивизией, возглавлял объединённую боевую группу №101 в ходе операции «Несокрушимая свобода». Был заместителем командующего этой группой. Командовал 4-й бригадой первой кавалерийской дивизии в ходе операции «Свобода Ираку». Командовал 2-й эскадрильей 17-го кавалерийского полка 101-й воздушно-десантной дивизии. Возглавлял группу С, 2-й эскадрильи 9-го кавалерийского полка 7-й лёгкой пехотной дивизии.
Макконвиль занимал должности заместителя главы штаба армии по кадрам (G-1), начальник законодательного отдела, старший помощник вице-главы штаба армии, заместитель командующего (G-3) 101-й воздушно-десантной дивизии, стратегический планировщик (J5) в командовании специальных операций, заместитель командира (S -3) 25-й боевой воздушной бригады, заместитель командира (S-3)  5-й эскадрильи 9-го кавалерийского полка и заместитель командира (S-3) по лётным концепциям дивизии.
Макконвиль - мастер-авиатор, квалифицированный пилот Bell OH-58 Kiowa, AH-64D Longbow Apache, AH-6, AH-1 Cobra и других вертолётов. 24 апреля 2017 года был выдвинут на пост вице-начальника штаба армии США, а 25 марта 2019 года выдвинут на пост начальника штаба армии США. Планировал уйти в отставку летом 2023 года.
Макконвиль оставил пост начальника штаба армии 4 августа 2023 года.

## Награды и знаки отличия
| Combat Action Badge                                         |
| Master Army Aviator Badge                                   |
| Air Assault Badge                                           |
| Basic Parachutist Badge                                     |
| Office of the Joint Chiefs of Staff Identification Badge    |
| Army Staff Identification Badge                             |
| 101st Airborne Division Combat Service Identification Badge |
| 17th Cavalry Regiment Distinctive Unit Insignia             |
| 6 Overseas Service Bars                                     |

| Медаль «За выдающуюся службу» с одним бронзовым дубовым листом                         |
| Орден «Легион почёта» с двумя дубовыми листьями                                        |
| Бронзовая звезда с двумя дубовыми листьями                                             |
| Медаль «За похвальную службу» с одним дубовым листом                                   |
| Медаль «За похвальную службу» двумя дубовыми листьями                                  |
| Медаль военно-воздушных сил с бронзовым номером 2                                      |
| Похвальная медаль                                                                      |
| Похвальная медаль с одним дубовым листом                                               |
| Армейская медаль «За успехи» с тремя дубовыми листьями                                 |
| Единая награда воинской части с одним дубовым листом                                   |
| Медаль «За службу национальной обороне» с одной бронзовой звездой за службу            |
| Медаль «За кампанию в Афганистане» с двумя звёздами за кампанию                        |
| Медаль «За Иракскую кампанию» с двумя звёздами за кампанию                             |
| Медаль «За участие в глобальной войне с терроризмом»                                   |
| Планка армейской службы                                                                |
| Планка службы за границей с номером награды 4                                          |
| Медаль НАТО за службу в ISAF (Косово)                                                  |
| Kartika Eka Paksi Utama (Звезда за выдающуюся службу армии) первого класса (Индонезия) |